# چوان علمدار
چوان علمدار /علمدار، روستایی از توابع بخش مرکزی شهرستان مراغه در استان آذربایجان شرقی ایران است.
نگینی در غرب مراغه
چوان علمدار، دهکده‌ای زیبا و سرسبز، بخشی از شهرستان مراغه در استان آذربایجان شرقی است که در دل بخش مرکزی این شهرستان جای گرفته است. این روستا با مناظر بکر و طبیعت دل‌انگیز، یکی از جاذبه‌های دیدنی منطقه به شمار می‌رود.
اگر به دنبال فرار از هیاهوی شهر و غرق شدن در آرامش طبیعت هستید، چوان علمدار می‌تواند مقصدی ایده‌آل باشد. هوای پاک، چشم‌اندازهای وسیع از دشت‌ها و کوهستان‌ها و صدای دلنشین جریان آب، همگی در کنار هم تجربه‌ای فراموش‌نشدنی را برای شما رقم خواهند زد.

## جمعیت
این روستا در دهستان سراجوی شمالی قرار دارد و براساس سرشماری مرکز آمار ایران در سال ۱۳۸۵، جمعیت آن ۱۶ نفر (۵خانوار) بوده‌است.